# Cleyera revoluta
Cleyera revoluta är en tvåhjärtbladig växtart som beskrevs av Clarence Emmeren Kobuski. Cleyera revoluta ingår i släktet Cleyera, och familjen Pentaphylacaceae. Inga underarter finns listade i Catalogue of Life.